# Lug Zabočki
Lug Zabočki – wieś w Chorwacji, w żupanii krapińsko-zagorskiej, w mieście Zabok. W 2011 roku liczyła 585 mieszkańców.